# Lý tưởng

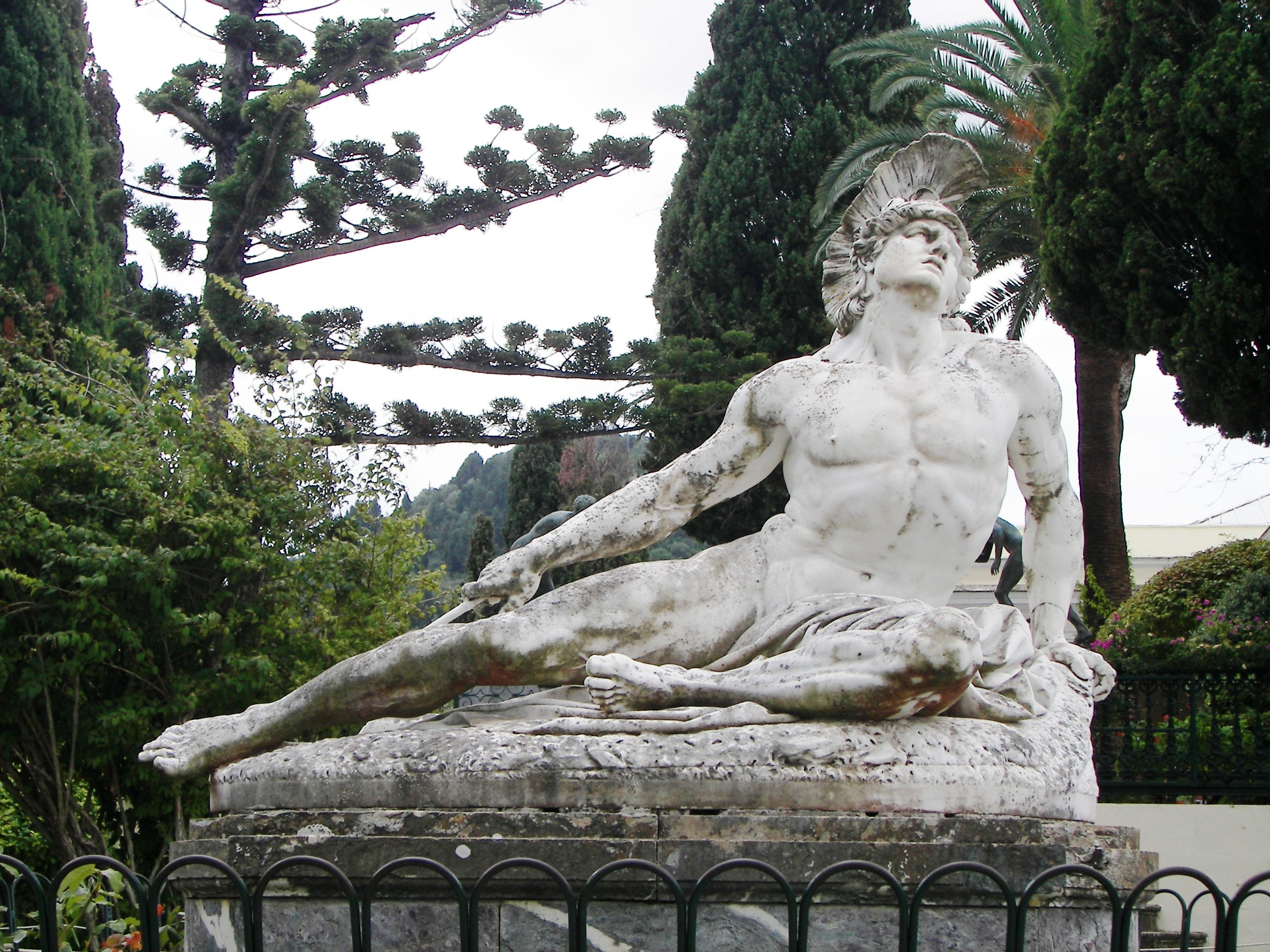
Nhân vật anh hùng Achilles, một nhân vật trong các câu chuyện như tác phẩm Hy Lạp cổ đại Iliad, đã được biết đến với chủ nghĩa lý tưởng như được thể hiện thông qua lòng can đảm có chủ đích và ý thức mạnh mẽ về danh dự cá nhân.

Lí tưởng là một nguyên tắc hoặc giá trị mà một thực thể tích cực theo đuổi như một mục tiêu và giữ nó cao hơn các mối quan tâm nhỏ nhặt hơn, được coi là ít ý nghĩa hơn. Các thuật ngữ liên quan đến niềm tin chung về lý tưởng bao gồm chủ nghĩa duy tâm đạo đức, chủ nghĩa duy tâm đạo đức, và chủ nghĩa duy tâm nguyên tắc. Một người có một sự khăng khăng đặc biệt giữ vững lý tưởng, thường thậm chí phải trả giá đáng kể do hậu quả của việc giữ niềm tin đó, thường được gọi là một người duy tâm đạo đức, người có lý tưởng đạo đức, người có lý tưởng nguyên tắc, hay đơn giản là một người duy tâm. Thuật ngữ thứ hai không bị nhầm lẫn với chủ nghĩa duy tâm siêu hình, một quan điểm về sự tồn tại và tính duy lý không liên quan đến khái niệm đạo đức.  
Thuật ngữ "lý tưởng" không chỉ được áp dụng cho các cá nhân mà còn cho các tổ chức lớn nhỏ từ các nhà thờ độc lập đến các nhóm hoạt động xã hội đến các đảng chính trị cho các quốc gia và hơn thế nữa. Lý tưởng của một thực thể thường hoạt động như một cách để thiết lập các hướng dẫn vững chắc cho việc ra quyết định, với khả năng phải hy sinh và trải qua mất mát trong nền. Trong khi các lý tưởng tạo thành các khái niệm mờ mà không có định nghĩa rõ ràng, chúng vẫn là một phần có ảnh hưởng không chỉ là sự lựa chọn cá nhân mà còn theo hướng xã hội rộng lớn, văn minh. Ý tưởng như một chủ đề nhận được cả thảo luận về học thuật và giáo dân trong nhiều lĩnh vực bao gồm triết học cả về mặt lịch sử và gần đây. 
Trong bối cảnh rộng hơn của đạo đức, các thuật ngữ 'đạo đức' và 'lý tưởng' vốn đã gắn liền với nhau. Triết gia Rushworth Kidder đã tuyên bố rằng "các định nghĩa chuẩn về đạo đức thường bao gồm các cụm từ như 'khoa học về tính cách con người lý tưởng'". Cho dù dựa trên truyền thống tôn giáo hay thế tục cơ bản, ưu tiên lý tưởng tương đối của một thực thể thường phục vụ để chỉ ra mức độ cống hiến đạo đức của thực thể đó. Ví dụ, một người tán thành lý tưởng trung thực nhưng bày tỏ sự sẵn sàng nói dối để bảo vệ một người bạn thể hiện không chỉ sự tận tâm với lý tưởng khác về tình bạn mà còn tin vào lý tưởng khác để thay thế sự trung thực trong tầm quan trọng. Một trường hợp cụ thể của điều này, thường được gọi là 'kẻ giết người thắc mắc', nổi tiếng là một chỉ trích trí tuệ của chủ nghĩa Kant và mệnh lệnh phân loại của nó.  
Các trường phái triết học rộng lớn hơn với sự nhấn mạnh vào quan điểm duy tâm bao gồm đạo đức Kitô giáo, đạo đức Do Thái giáo và đạo đức Platon.  Sự phát triển của lý tưởng quốc tế và quốc tế về chính sách xã hội quy mô lớn đã được các học giả nghiên cứu từ lâu, phân tích của họ đặc biệt nhìn vào tầm nhìn tâm lý và quyết tâm cần thiết để quản lý chính sách đối ngoại hiệu quả. Lý thuyết hòa bình dân chủ trong nghiên cứu quan hệ quốc tế là một ví dụ.  Chủ nghĩa duy tâm trong bối cảnh quan hệ đối ngoại thường liên quan đến việc ủng hộ các thể chế ban hành các biện pháp như thực thi luật pháp quốc tế để tránh chiến tranh.
Một loạt các vấn đề khác nhau trong việc phân tích đạo đức duy tâm tồn tại. Cụ thể, các học giả như Terry Eagleton đã phản đối rằng tính hợp lý thực tế của những lý tưởng cụ thể đang trở nên trái ngược với tính hợp pháp trí tuệ của chúng. Do đó, một người theo chủ nghĩa lý tưởng với các giá trị mâu thuẫn với hành vi thực tế của anh ta hoặc cô ta khác biệt, theo quan điểm của Eagleton, từ một người đặt ra đạo đức của mình dựa trên những ham muốn thực dụng của anh ta hoặc cô ta, những nguyên tắc của người sau này mất đi bản chất hấp dẫn về mặt triết học quan điểm của con người cũ.  Đồng thời, các nhà tư tưởng như Richard Rorty đã chỉ trích chính khái niệm về những lý tưởng không thay đổi tồn tại hơi tách biệt với bản chất con người ngay từ đầu.  Trong bối cảnh chính trị, các học giả như Gerald Gaus đã lập luận rằng các chủng chủ nghĩa duy tâm đặc biệt khiến các cá nhân mong muốn sự hoàn hảo chính trị không thể đạt tới và do đó mất ý thức về những gì tạo nên sự vận động chính sách thực tế, lý tưởng tiến lên theo hướng tiến bộ nhưng vẫn có ý nghĩa.
Trong lịch sử, những người ủng hộ chủ nghĩa duy tâm trong bối cảnh "Thời đại khai sáng" bao gồm Immanuel Kant và John Locke. Sự nhấn mạnh của họ vào tư duy duy lý đã khiến họ phát triển các lý thuyết về đạo đức lý tưởng dựa trên lý trí. Các tác phẩm của tác giả trước đây về chủ đề này bao gồm ấn phẩm ban đầu Cơ sở của siêu hình học về đạo đức, sau đó là các tác phẩm Phê bình lý do thực tiễn, Siêu hình học về đạo đức, Nhân chủng học từ quan điểm thực dụng và tôn giáo trong ranh giới của lý do đơn thuần, bình luận của tác phẩm cuối cùng đã  phát triển tư duy của nhân vật trí tuệ. Đối với Kant, không có sự phân chia rõ ràng nào tồn tại giữa đạo đức và thế giới tự nhiên, với phân tích thực nghiệm về tâm lý con người phù hợp với phân tích đạo đức.
Về mặt kinh nghiệm sống được chứng minh và sự phổ biến của câu chuyện cá nhân thông qua các phương tiện thông tin đại chúng, nhiều cá nhân duy tâm đã nhận được sự chú ý như những tấm gương đạo đức để người khác rút ra sự hiểu biết. Chẳng hạn, các nhà lãnh đạo Hoa Kỳ được biết đến với chủ nghĩa lý tưởng của họ bao gồm các tổng thống Theodore Roosevelt, Ronald Reagan, và Barack Obama,  trong khi các quan chức châu Âu tương tự được biết đến như vậy thái độ đạo đức bao gồm Charles de Gaulle, Thủ tướng Pháp và tướng quân cao cấp,  và Konrad Adenauer, Thủ tướng Đức. Juan Manuel Santos của Colombia đã thu hút được sự chú ý về mặt trung và nam châu Mỹ. Các cá nhân nổi tiếng với lý tưởng nổi bật của họ bao gồm Fred Rogers, nhân vật truyền hình Hoa Kỳ, và Terry Fox, vận động viên Canada và người ủng hộ từ thiện. Nhiều nhân vật lạc quan lý tưởng đã được giới thiệu trên các phương tiện sáng tạo nổi bật, nhượng quyền thương hiệu Star Trek xoay quanh việc thám hiểm không gian là một ví dụ nổi tiếng của chủ nghĩa duy tâm hư cấu. Ngoài ra, các nghệ sĩ âm nhạc được biết đến với việc tạo ra các bài hát với bầu không khí lý tưởng bao gồm ca sĩ kiêm nhạc sĩ David Bowie,  Curtis Mayfield,  và Tom Paxton,  với các ban nhạc The Beatles,  Queen,  và Maze là các ví dụ.